# 王星拱

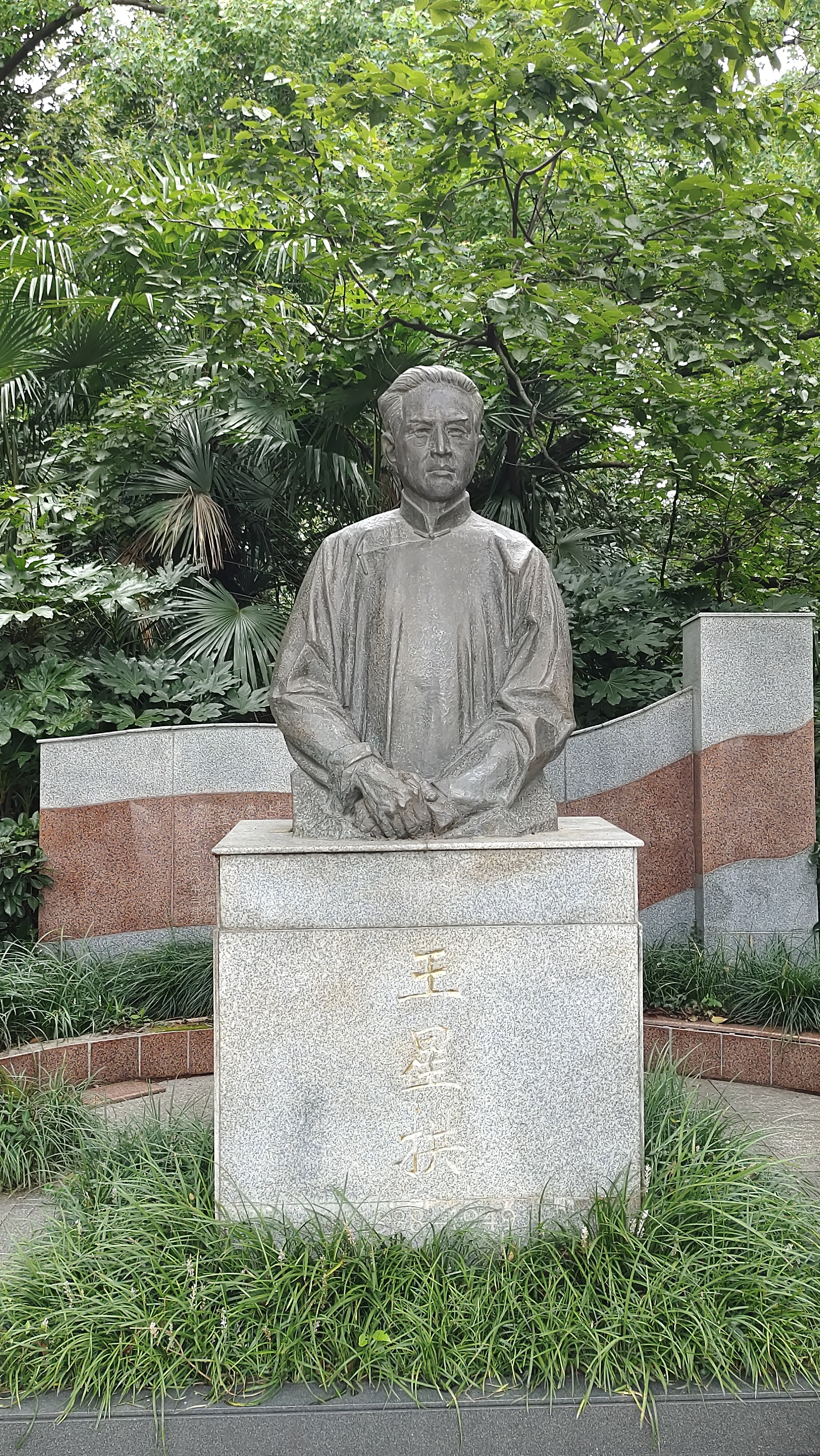
王星拱塑像，位於武漢大學内

王星拱（1887年—1949年10月8日），字抚五，男，安徽怀宁人，中國教育家、化学家。

## 生平
王星拱是安徽怀宁人。毕业于英国伦敦大学帝国理工学院。在英国留学期间，曾参加孙中山领导的反清运动，1910年加入中国同盟会欧洲支部。1916年获化学硕士学位回国，任国立北京大学教授，在《新青年》等刊物上发表文章，宣传科学知识，反对宗教迷信。1925年科学与玄学的论战中，主张“科学万能”。1928年就任安徽大学（现安徽师范大学）校长。后又与李四光等一起负责筹建国立武汉大学，任国立武汉大学化学系首任系主任。1933年5月出任国立武汉大学校长，在抗战中随武汉大学西迁乐山，坚持办学，抗战胜利后任国立中山大学校长。国民党六大召开前夕，列入朱家骅与陈立夫联名向蒋介石推荐的98名“最优秀教授党员”之一。1949年10月8日，病逝于上海永川医院。

## 身后
遗体后被运回，与其妻叶玉芝的遗体合葬于故里。

## 家庭
妻子叶玉芝。女儿王焕葆，女婿陆元九。

## 评价
被上海市长陈毅誉为“一代完人”。

## 思想
他在哲学上否认宇宙间有超自然主宰力量，但认为外部物质世界与主观的“精神的我”不痛分开（《科学概论》）。认为科学的构造应以宇宙现象中的因果律为基础，但又认为因果关系只能凭直觉获得。肯定一切事物可知，人的认识是从未知到已知的演进过程，科学可以解决人生观等问题。著作有《科学概论》、《科学与人生观》、《什么是科学方法》、《哲学方法与科学方法》等。